# Gamsmutter
Gamsmutter är en bergstopp i Österrike.   Den ligger i distriktet Zell am See och förbundslandet Salzburg, i den centrala delen av landet, 300 km väster om huvudstaden Wien. Toppen på Gamsmutter är 2 771 meter över havet.
Terrängen runt Gamsmutter är huvudsakligen bergig, men åt sydväst är den kuperad. Runt Gamsmutter är det ganska glesbefolkat, med 29 invånare per kvadratkilometer.. Närmaste större samhälle är Mittersill, 17,9 km nordost om Gamsmutter. 
Trakten runt Gamsmutter består i huvudsak av gräsmarker.